# Giuseppe Buttari
Giuseppe Buttari (ur. 16 lutego 1951 w San Felice Circeo) – włoski lekkoatleta, płotkarz, dwukrotny olimpijczyk.
Zajął 7. miejsce w finale biegu na 110 metrów przez płotki na mistrzostwach Europy juniorów w 1970 w Paryżu. Odpadł w eliminacjach biegu na 50 metrów przez płotki na halowych mistrzostwach Europy w 1972 w Grenoble.
Został zdyskwalifikowany w biegu eliminacyjnym na 110 metrów przez płotki na igrzyskach olimpijskich w 1972 w Monachium. Na halowych mistrzostwach Europy w 1973 w Rotterdamie odpadł w półfinale biegu na 60 metrów przez płotki, a na halowych mistrzostwach Europy w 1974 w Göteborgu zajął w tej konkurencji 5. miejsce w finale.
Zajął 5. miejsce w biegu na 110 metrów przez płotki na mistrzostwach Europy w 1974 w Rzymie. Odpadł w półfinale biegu na 60 metrów przez płotki na halowych mistrzostwach Europy w 1975 w Katowicach. Na igrzyskach olimpijskich w 1976 w Montrealu odpadł w półfinale biegu na 110 metrów przez płotki.
Zdobył brązowy medal w biegu na 60 metrów przez płotki na halowych mistrzostwach Europy w 1978 w Mediolanie, przegrywając jedynie z Thomasem Munkeltem z Niemieckiej Republiki Demopkratycznej i Wiaczesławem Kulebiakinem ze Związku Radzieckiego. Zajął 4. miejsce w biegu na 110 metrów przez płotki na  mistrzostwach Europy w 1978 w Pradze. Na igrzyskach śródziemnomorskich w 1979 w Splicie zdobył srebrny medal w tej konkurencji, ulegając tylko reprezentantowi Jugosławii Borisavowi Pisiciowi. Na  halowych mistrzostwach Europy w 1980 w Sindelfingen odpadł w półfinale biegu na 110 metrów przez płotki.
Buttari był mistrzem Włoch w  biegu na 110 metrów przez płotki w latach 1972, 1974–1976, 1978 i 1979. W hali był mistrzem Włoch w biegu na 60 metrów przez płotki w 1973, 1975, 1978 i 1980.
Jego rekord życiowy w biegu na 110 metrów przez płotki wynosił 13,70 s (ustanowiony 4 września 1979 w Meksyku).